# Championnat de Zambie de football 2010
Navigation
Saison précédente Saison suivante
La saison 2010 du Championnat de Zambie de football est la quarante-neuvième édition de la première division en Zambie. Les seize meilleures équipes du pays sont regroupées au sein d'une poule unique où elles s'affrontent deux fois, à domicile et à l'extérieur. En fin de saison, les quatre derniers du classement sont relégués et remplacés par les deux premiers de chacune des deux groupes géographiques de Zambian Second Division, la deuxième division zambienne.
C'est le club du ZESCO United FC qui remporte le championnat cette saison après avoir terminé en tête du classement, avec sept points sur l'un des clubs promus, Nchanga Rovers FC et dix sur un duo composé des Green Buffaloes FC et des Power Dynamos FC. C'est le troisième titre de champion de Zambie de l'histoire du club. Le tenant du titre, Zanaco FC, ne finit qu'à la 5e place, à seize points de ZESCO United.

## Les clubs participants
| - Konkola Blades FC - Power Dynamos FC - Nchanga Rovers FC - Promu de Second Division - Roan United FC - Green Buffaloes FC - Forest Rangers FC - Nkana FC - Promu de Second Division - Lusaka Dynamos FC | - Red Arrows FC - Zanaco FC - ZESCO United FC - Choma Eagles FC - Nkwazi FC - Promu de Second Division - National Assembly FC - Promu de Second Division - Kabwe Warriors FC - City of Lusaka FC |

## Compétition
Le barème de points servant à établir les classements se décompose ainsi :
- Victoire : 3 points
- Match nul : 1 point
- Défaite : 0 point

### Classement
| Rang | Équipe                | Pts | J  | G  | N  | P  | Bp | Bc | Diff |
| ---- | --------------------- | --- | -- | -- | -- | -- | -- | -- | ---- |
| 1    | ZESCO United FC       | 60  | 29 | 17 | 9  | 3  | 41 | 16 | +25  |
| 2    | Nchanga Rovers FCP    | 53  | 29 | 15 | 8  | 6  | 34 | 20 | +14  |
| 3    | Green Buffaloes FC    | 50  | 28 | 14 | 8  | 6  | 37 | 17 | +20  |
| 4    | Power Dynamos FC      | 50  | 30 | 13 | 11 | 6  | 36 | 21 | +15  |
| 5    | Zanaco FCT            | 44  | 27 | 13 | 5  | 9  | 37 | 20 | +17  |
| 6    | Nkana FCP             | 42  | 28 | 11 | 9  | 8  | 27 | 24 | +3   |
| 7    | Nkwazi FCP            | 37  | 30 | 8  | 13 | 9  | 24 | 37 | -13  |
| 8    | Red Arrows FC         | 35  | 30 | 8  | 11 | 9  | 31 | 30 | +1   |
| 9    | Konkola Blades FC     | 35  | 28 | 8  | 11 | 9  | 25 | 30 | -5   |
| 10   | Kabwe Warriors FC     | 34  | 28 | 8  | 10 | 10 | 24 | 23 | +1   |
| 11   | Roan United FC        | 34  | 27 | 9  | 7  | 11 | 17 | 26 | -9   |
| 12   | Choma Eagles FC       | 32  | 29 | 6  | 14 | 9  | 22 | 24 | -2   |
| 13   | Forest Rangers FC     | 30  | 28 | 6  | 12 | 10 | 21 | 29 | -8   |
| 14   | City of Lusaka FC     | 24  | 27 | 6  | 6  | 15 | 15 | 37 | -22  |
| 15   | Lusaka Dynamos FC     | 23  | 30 | 5  | 8  | 17 | 20 | 43 | -23  |
| 16   | National Assembly FCP | 22  | 28 | 4  | 10 | 14 | 24 | 38 | -14  |

|  | Qualification pour la Ligue des champions de la CAF 2011 |
|  | Qualification pour la Coupe de la confédération 2011     |
|  | Relégation directe en Second Division                    |
|  | T : Tenant du titre P : Promu de Second Division         |

- Plusieurs matchs n'ont jamais été disputées, à la suite de différends entre certains clubs et la fédération zambienne.

## Bilan de la saison
| Championnat de Zambie de football 2010 |                            |
| Champion                               | ZESCO United FC (3e titre) |
| Coupes et trophées                     |                            |
| Vainqueur de la Coupe de Zambie 2010   | Non disputée               |
| Qualifications continentales           |                            |
| Ligue des champions de la CAF 2011     | ZESCO United FC            |
| Coupe de la confédération 2011         | Nchanga Rovers FC          |
| Promotions et relégations              |                            |
| Promus en Premier League               | Kalewa Ndola FC            |
| Promus en Premier League               | Lime Hotspurs FC           |
| Promus en Premier League               | Nakambala Leopards FC      |
| Promus en Premier League               | Green Eagles FC            |
| Relégués en Second Division            | Forest Rangers FC          |
| Relégués en Second Division            | City of Lusaka FC          |
| Relégués en Second Division            | Lusaka Dynamos FC          |
| Relégués en Second Division            | National Assembly FC       |